# Asura ichorina
Asura ichorina là một loài bướm đêm thuộc phân họ Arctiinae, họ Erebidae.